# Gräfendorf (Krölpa)
Gräfendorf ist ein Ortsteil der Gemeinde Krölpa im thüringischen Saale-Orla-Kreis.

## Lage und Verkehrsanbindung
Gräfendorf liegt etwa zwei Kilometer südwestlich der Ortslage Krölpa und es befindet sich am Fuß der Nordabdachung des Thüringer Schiefergebirges im Übergang in die Lagen der Orlasenke westlich der Stadt  Ranis und östlich von Unterwellenborn. Die Bundesstraße 281 führt durch das nördlich liegende Tal und wird über die Kreisstraße 202 erreicht.

### Nahverkehr
Im öffentlichen Nahverkehr ist Gräfendorf über die Haltestelle Gräfendorf mit folgender Linie erreichbar:
- Bus 965 (KomBus): Gräfendorf – Ranis – Krölpa – Pößneck

## Geschichte
Gräfendorf wurde im Dezember 1074 erstmals urkundlich erwähnt. Der Ort gehörte bis 1815 zum kursächsischen Amt Arnshaugk und kam nach dessen auf dem Wiener Kongress beschlossenen Abtretung an den preußischen Landkreis Ziegenrück, zu dem der Ort bis 1945 gehörte. Seit 1752 steht die Dorfkirche in ihrer heutigen Form.

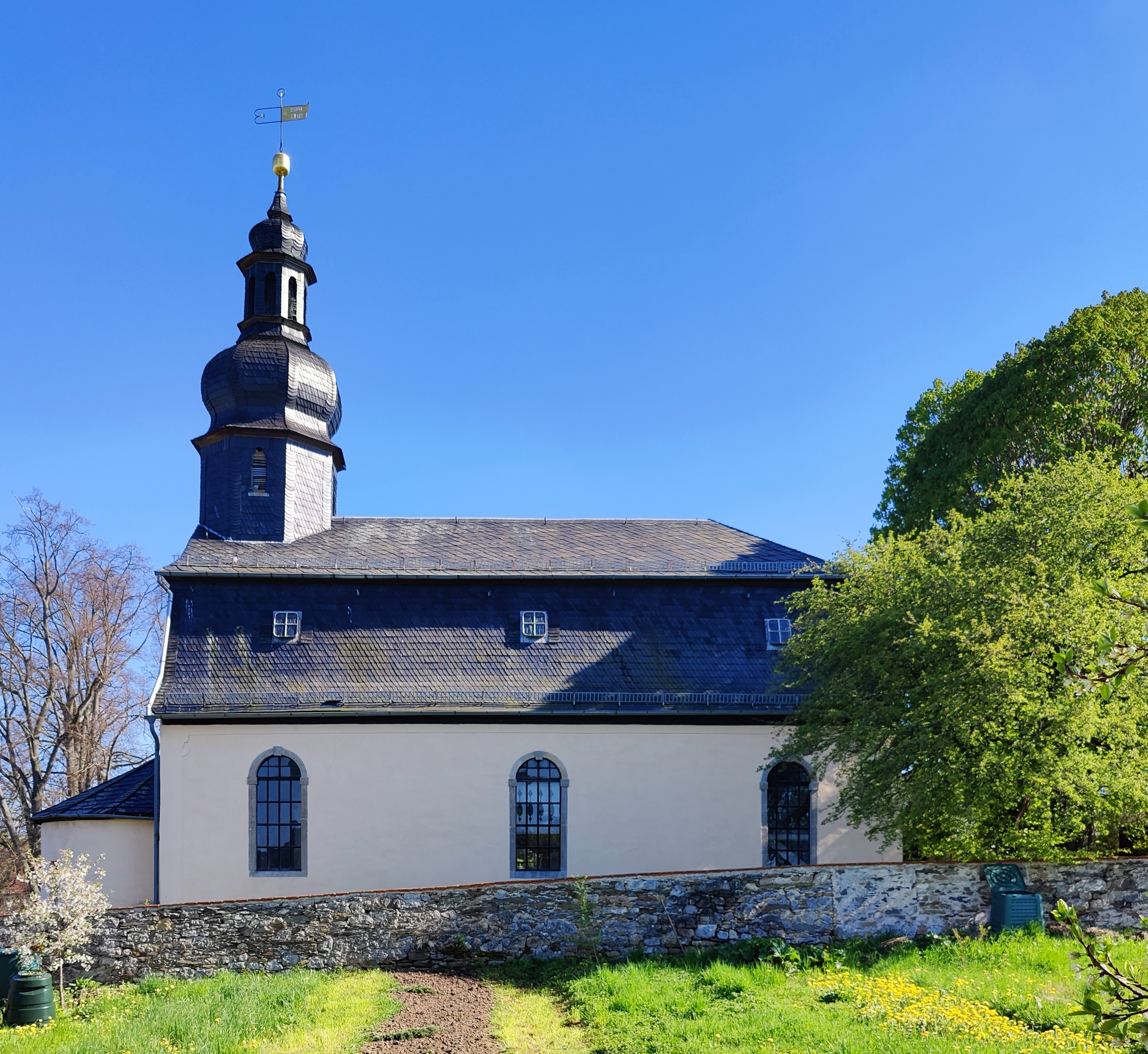
Kirche in Gräfendorf

An der Stelle des Gutes lag eine mittelalterliche Wasserburg. Ein Teich und ein Wassergraben sind noch Reste der Befestigung.
Am 1. Juli 1950 wurde die Gemeinde Dobian und am 1. Februar 1974 die Gemeinde Oelsen eingemeindet. Gräfendorf wurde am 1. Januar 1997 nach Krölpa eingemeindet.

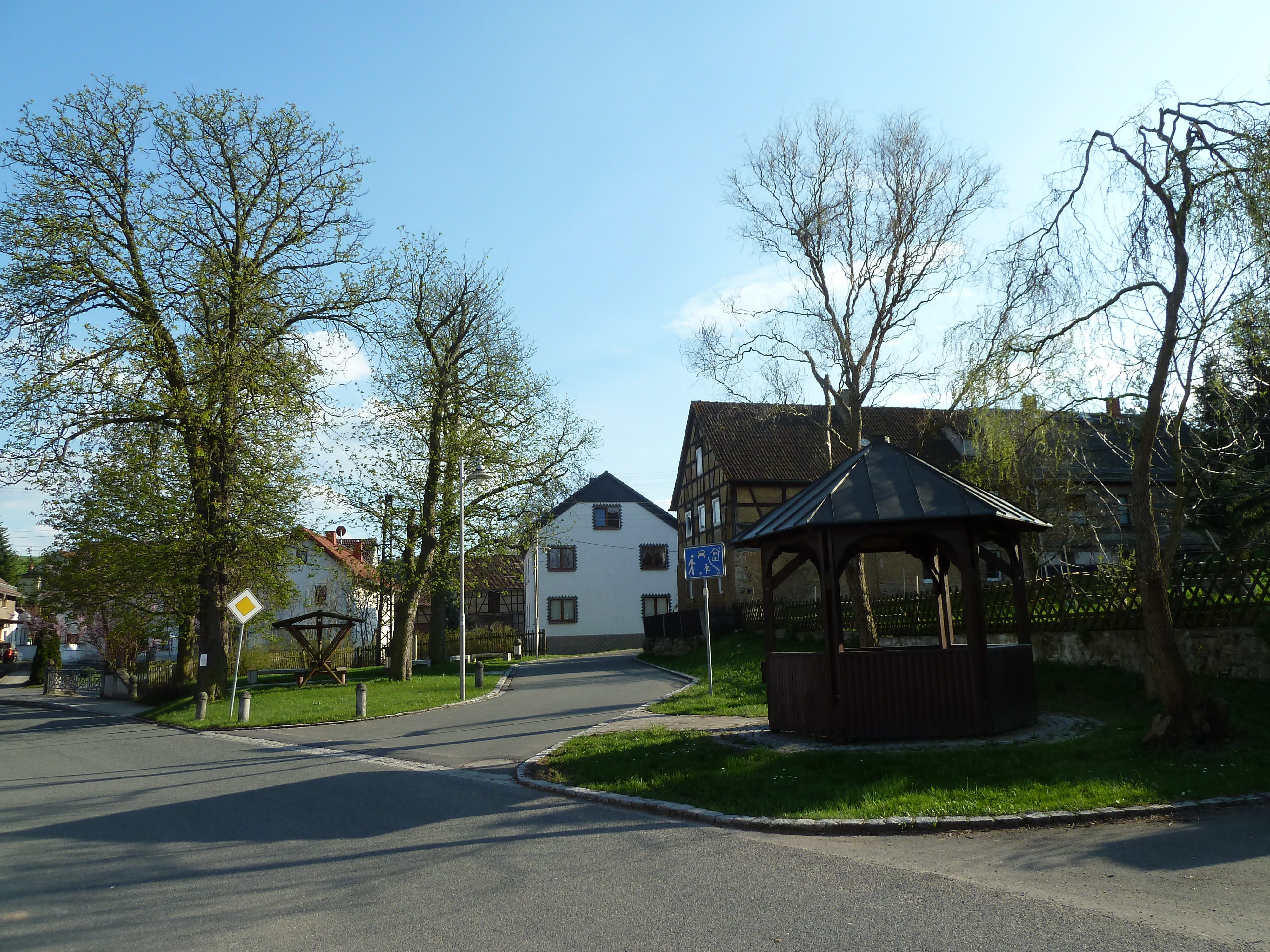
Gräfendorf Dorfmittelpunkt

Entwicklung der Einwohnerzahl (Stand jeweils 31. Dezember):
- 1933: 170[5]
- 1939: 234[5]
- 1994: 415
- 1995: 409
- 1996: 401

Datenquelle ab 1994: Thüringer Landesamt für Statistik